# Wenceslau de Morães

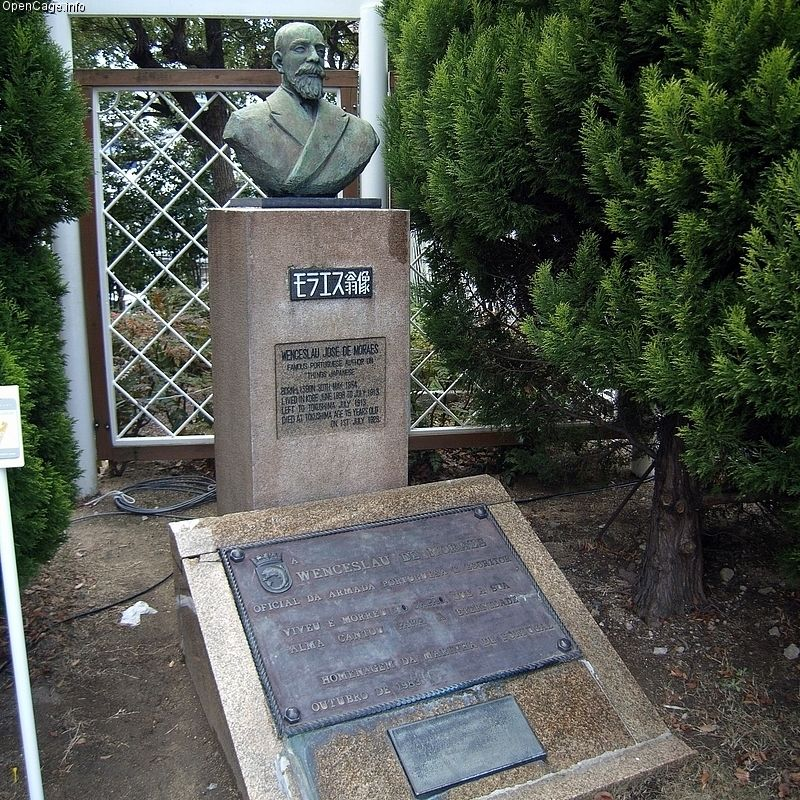
Grabmal von Wenceslau de Moraes

Wenceslau de Morães (oder Venceslau de Morais, eigentlich Wenceslaus José de Sousa Morães, * 30. Mai 1854 in Lissabon; † 1. Juli 1929 in Tokushima, Japan) war ein portugiesischer Marineoffizier, Diplomat und Schriftsteller, dessen Werke ein genaues Bild vom Leben einfacher Japaner wiedergeben.

## Leben
De Morães wurde 1854 in Lissabon geboren. Nach seiner Offiziersausbildung an einer Marineschule diente er auf mehreren Schiffen der portugiesischen Marine. 1891 siedelte er nach Macau, wo er Hafenkapitän und 1893 Lehrer an der dortigen São José-Oberschule wurde. Dort heiratete er die Chinesin Atchan (auch Wong Yok Chan oder Vong Io Chan), mit der er zwei Söhne hatte. Er freundete sich mit dem Dichter Camilo Pessanha an und begann mit „Traços do Extremo Oriente — Sião, China e Japão“ seine literarische Karriere. Im Laufe mehrerer Reisen nach Japan lernte er das Land kennen und lieben. 1899 wurde er zum portugiesischen Konsul in Kobe und Osaka ernannt und ließ seine Frau, von der er sich bereits Jahre zuvor getrennt hatte, und Kinder zurück. In Kobe heiratete er 1899 die Geisha O-Yone Fukemoto. Am 20. August 1912 starb seine japanische Frau an einem Herzinfarkt, worauf er am 10. Juni 1913 vom Konsulsamt zurücktrat. Er zog nach Tokushima, wo die Asche seiner Frau aufbewahrt wurde. 1929 starb er unter nicht genau geklärten Umständen in Tokushima.
Der portugiesische Regisseur Paulo Branco drehte 1982 den Spielfilm „Insel der Liebe“, der äußerst detailgetreu das Leben von Wenceslau de Moraes wiedergibt und auch im deutschen Fernsehen gesendet wurde. Am 23. November 2000 wurde ein Asteroid nach Wenceslau de Morães benannt: (63068) Moraes.

## Werke
- „Traços do Extremo Oriente — Sião, China e Japão“ (1895)
- „Dai Nippon“ – Das große Japan (1897) – Hauptwerk[2]
- „Cartas do Japão“ (1904)[3]
- „O Culto do Chá“ (1905)
- „Os Serões no Japão“ (1905 und 1925)
- „A vida japonesa“ (1907)
- „O "Bon-Odori" em Tokushima. Caderno de impressões íntimas“ (1911 und 1916)
- „O tiro do meio-dia“ (1919)
- „Ó-Yoné e Ko-Haru“ (1923)
- „Paisagens da China e do Japão“ (1924)[4]
- „Relance da história do Japão“ (1924)
- „Serões no Japão“ (1926)
- „Relance da Alma Japoneza“ (1928)